# Région de Charters Towers
La région de Charters Towers est une nouvelle zone d'administration locale dans le nord-est du Queensland en Australie.
Le 15 mars 2008, elle a été créée par la fusion de la ville de Charters Towers avec le comté de Dalrymple.
Elle élit six conseillers et un maire.
Elle comprend les villes de Charters Towers, Black Jack, Breddan, Campaspe, Crimea, Greenvale, Hervey Range, Homestead, Llanarth, Macrossan, Mingela, Paluma, Pentland, Ravenswood et Sellheim.